# أحمد نبيل (مبارز بالسيف)
أحمد نبيل هو مبارز بالسيف مصري، ولد في 19 يناير 1986.

## وصلات خارجية
- أحمد نبيل على موقع الاتحاد الدولي للمبارزة (الإنجليزية)
- أحمد نبيل على موقع أوليمبيديا (الإنجليزية)